# Ozarba scorpio
Ozarba scorpio är en fjärilsart som beskrevs av Emilio Berio 1935. Ozarba scorpio ingår i släktet Ozarba och familjen nattflyn. Inga underarter finns listade i Catalogue of Life.